# Panchuc Corozil
Panchuc Corozil är en ort i Mexiko.   Den ligger i kommunen Tila och delstaten Chiapas, i den sydöstra delen av landet, 700 km öster om huvudstaden Mexico City. Panchuc Corozil ligger 57 meter över havet och antalet invånare är 384.
Terrängen runt Panchuc Corozil är kuperad åt nordost, men åt sydväst är den bergig. Runt Panchuc Corozil är det ganska tätbefolkat, med 80 invånare per kvadratkilometer. Närmaste större samhälle är Usipa, 9,6 km öster om Panchuc Corozil. Trakten runt Panchuc Corozil består till största delen av jordbruksmark.